# Nút chân chó
Nút chân chó (sheepshank) là một loại nút dây dùng để rút ngắn một dây thừng hoặc thâu gọn phần dây chùng.

## Cách tạo nút
Một cách để tạo nút này như sau:
- Kéo một đoạn dây ngược lại và đặt nó dọc theo dây để tạo một chữ Z dài khoảng 20 cm.
- Vuốt chữ Z để ba đoạn của dây nằm thẳng dọc theo nhau và tạo thành hai gấp hình chữ U nghịch hướng với nhau.
- Ở mỗi gấp chữ U (có hai gấp chữ U ở hai hướng nghịch nhau), một tay nắm gấp chữ U, tay kia tạo một vòng với một đoạn dây còn lại và chồng lên phần gấp chữ U.
- Lập lại các bước cho gấp chữ U phía đầu kia.

Xem minh họa cách thắt nút chân chó. Lưu trữ ngày 13 tháng 10 năm 2007 tại Wayback Machine

## Sử dụng
Nút chân chó có thể dùng để làm ngắn dây lại và duy trì độ chắc chắn khi kéo giản. Nút này rất là tiện lợi nếu ta không muốn phải cắt dây ngắn lại. Nút chân chó có thể dùng để căng buộc tải trọng vào xe tải, toa xe kéo và các sử dụng khác cho thuyền buồm.